# Cryptolabis (Procryptolabis) nigrita
Cryptolabis (Procryptolabis) nigrita is een tweevleugelige uit de familie steltmuggen (Limoniidae). De soort komt voor in het Neotropisch gebied.